# Batalla de Soissons (923)
La batalla de Soissons se libró el 15 de junio de 923 entre una alianza de nobles rebeldes francos dirigida por Roberto I, rey electo en una asamblea el año previo, y un ejército coaligado de lotaringios,normandos y carolingios que respaldaba al rey Carlos III . La batalla tuvo lugar en Soissons, cerca de Aisne. Roberto fue asesinado pese a que sus fuerzas ganaron la batalla y la guerra al capturar a Carlos. Carlos fue encarcelado por Herberto II de Vermandois y permaneció cautivo hasta su muerte en 929. Rodolfo, duque de Borgoña y yerno de Roberto, le sucedió como gobernante de Francia Occidental.

## Trasfondo
Después de que la muerte de Carlomagno, la autoridad real empezó para declinar en medio de constantes invasiones vikingas, conflictos y guerras civiles con sus vasallos, principalmente los robertinos. Desde su mismo principio, la situación política del reinado de Carlos era frágil con una nobleza franca reacia a aceptar su autoridad. Uno de sus pocos aliados era Balduino II de Flandes. Los intentos de Carlos de restaurar la autoridad carolingia sobre Lotaringia, cuna de sus antepasados y de su primera mujer Frederuna, le llevó a ser escogido rey de Lotharingia en 911 y a un conflicto de interés con nobles locales como Gilberto de Lorena.
Después de 918 la aristocracia de Francia Occidental empezó a evidenciar su desagrado con el gobierno de Carlos. La principal crítica era el creciente poder de Hagano, un noble lotaringio que detentaba el favor del rey. En 920 un grupo de nobles dirigido por Roberto, hermano del anterior rey Eudes, secuestró a Carlos e intentó forzarle a repudiar a Hagano. El arzobispo Herveo de Reims intervino logrando que los insurrectos liberaran al rey.
Los magnates francos se alzaron en rebelión abierta en 922. Carlos había confiscado a su tía Rotilde, hija de Carles II el Calvo, la abadía de Chelles para transferírsela a Hagano. Este acto fue visto como un ataque directo a los robertinos al ser Rotilde la suegra del hijo de Roberto, Hugo el Grande. En una asamblea en Soissons el 29 de junio, los nobles rebeldes depusieron a Carlos y eligieron a Roberto como su rey. El arzobispo Walter de Sens le coronó al día siguiente en Reims.